# Toyismus

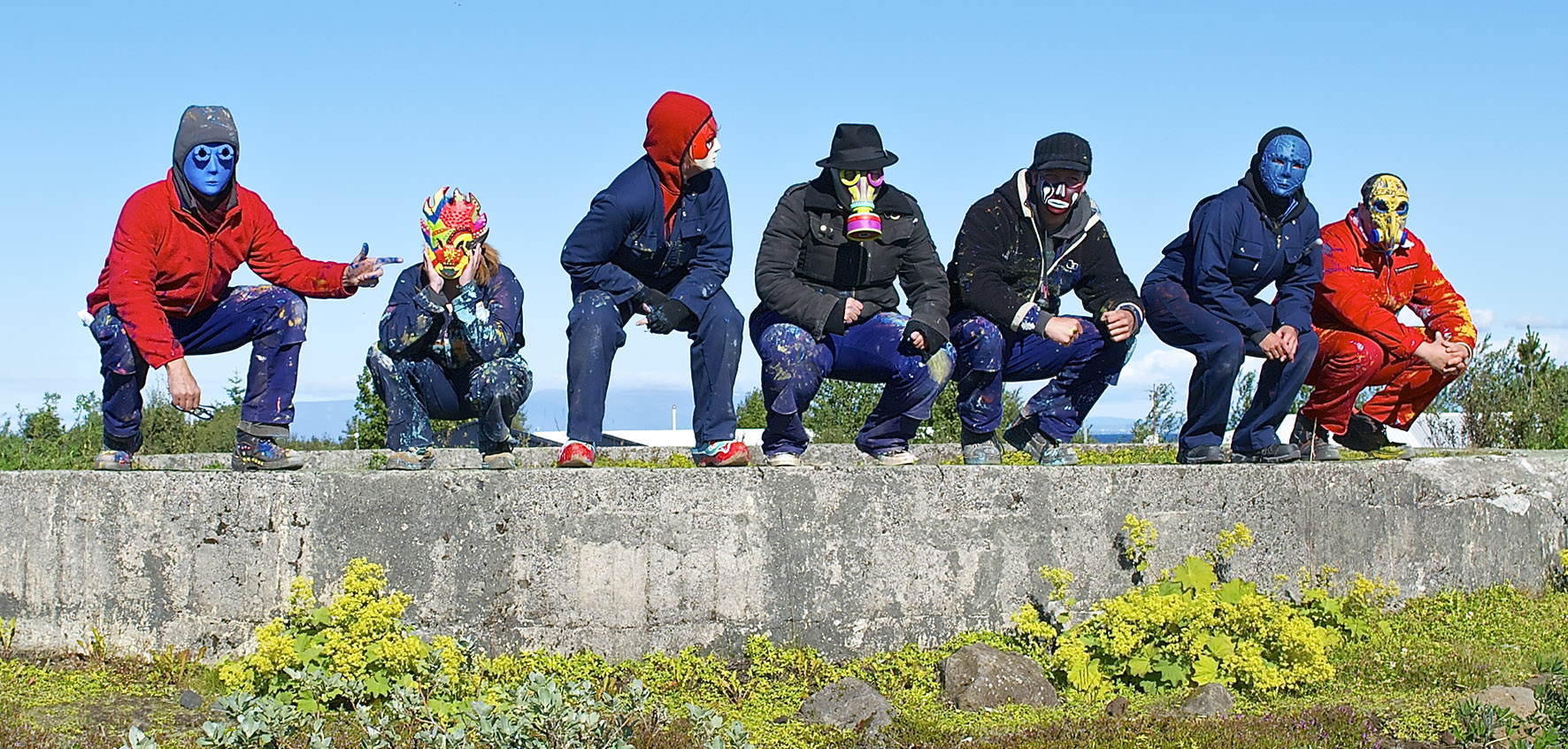
Toyisten in Island

Toyismus ist eine internationale Bewegung der Zeitgenössischen Kunst, die sich als Kollektiv in der Öffentlichkeit präsentiert. Toyismus wurde 1992 in Emmen (Niederlande) gegründet, mit weltweit zunehmendem und sich veränderndem Teilnehmerkreis.
Die Kunstbewegung hat das größte Kunstwerk in den Niederlanden, „De Stip“ in Emmen, initiiert; ebenfalls das größte Kunstwerk auf Island, den Wasserturm Uppspretta in Keflavík. Inzwischen zählen ca. 800 Werke zum Œuvre der Toyisten, darunter Gemälde, Skulpturen und räumliche Objekte.

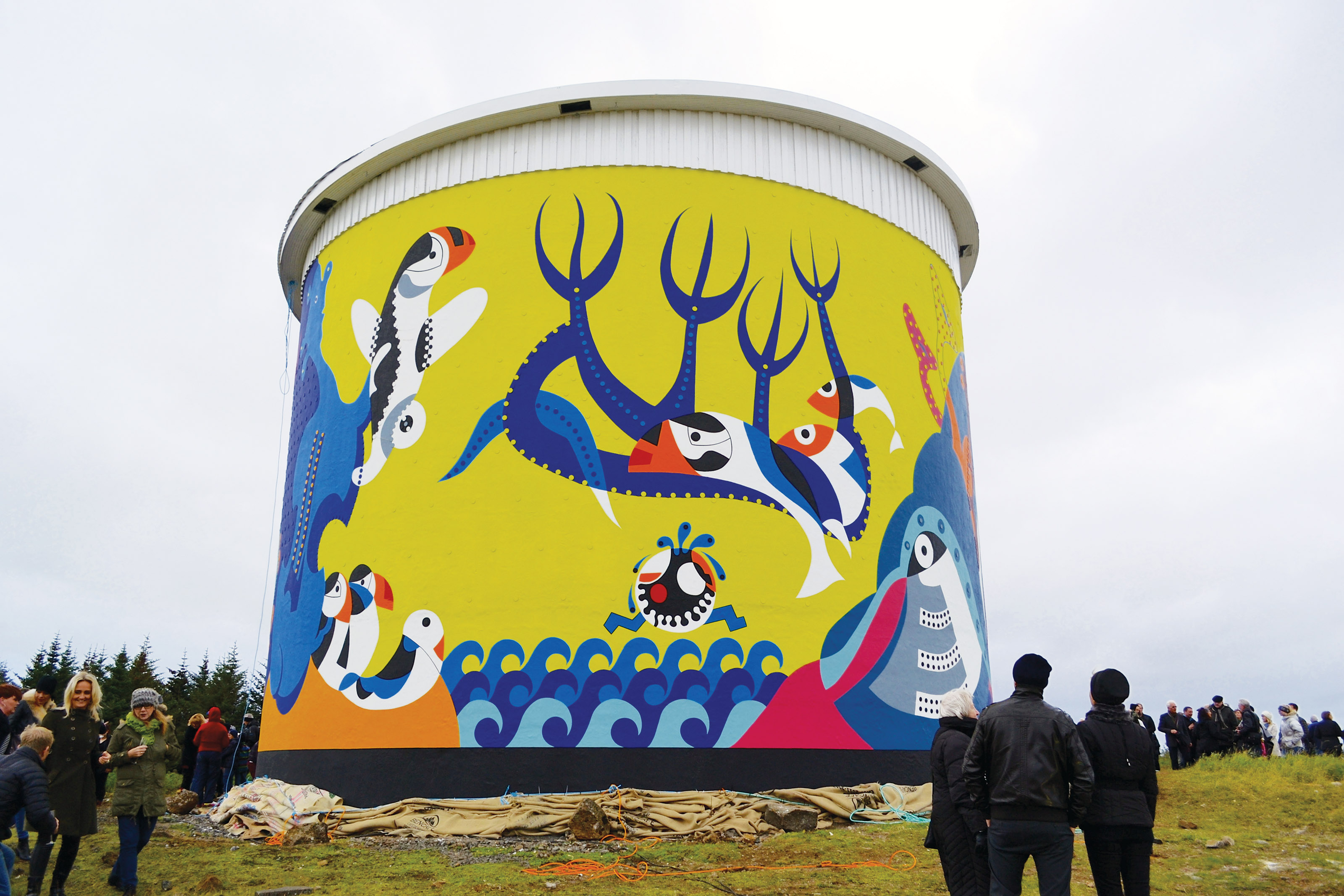
Wasserturm Uppspretta

## Kunstbewegung
Das Wort Toyismus besteht aus zwei Teilen. Die wörtliche Übersetzung des ersten Bestandteils toy lautet „Spielzeug“. Der zweite Teil -ismus bezieht sich auf Bewegungen und Strömungen, wie es sie in Kunst, Philosophie und Religion gibt.
Der Ursprung der Kunstwerke des Toyismus liegt meist in eigensinnigen und zeitgenössischen Philosophien und Einsichten, die in einer erkennbaren, aber fremdartigen Welt gemalt werden. Die Anekdote jedes Gemäldes ist der „rote Faden“ in den Kunstwerken der Toyisten.
In der Gründungsakte, am 5. September 1992 notariell festgelegt, wird der Dominanz des Individualismus abgeschworen. Als Reaktion hierauf ist seitdem das Ziel der Toyisten, die Kunst wieder in den Mittelpunkt zu stellen und nicht den Künstler. Dies wird unter anderem durch das Tragen von Masken und das Arbeiten unter einem Pseudonym erreicht.

„Auf der Suche nach kunsthistorischen Kadern, zu denen man die Toyisten zählen kann, weisen in Richtung der Pop Art …Keith Haring und Graffiti. Die Geistesverwandtschaft mit tonangebenden Vertretern dieser Richtungen ist groß. Eine ins Auge springende große Übereinstimmung ist das Pseudonym. Auch die bewusste Wahl der Anonymität, Deindividualisierung, die Präferenz für eine Guerilla-ähnliche Ausführung, die Vorliebe zum öffentlichen Raum als Podium und eine anti-establishment Mentalität verbindet die Toyisten mit den Graffitikünstlern.“

## Kunsthistorische Einordnung
Der Stil der Toyisten lässt sich in zwei Perioden einteilen: Die erste Periode von 1992 bis 2000 und die zweite von 2002 bis heute. Beide Perioden unterscheiden sich sowohl künstlerisch als auch personell grundlegend.

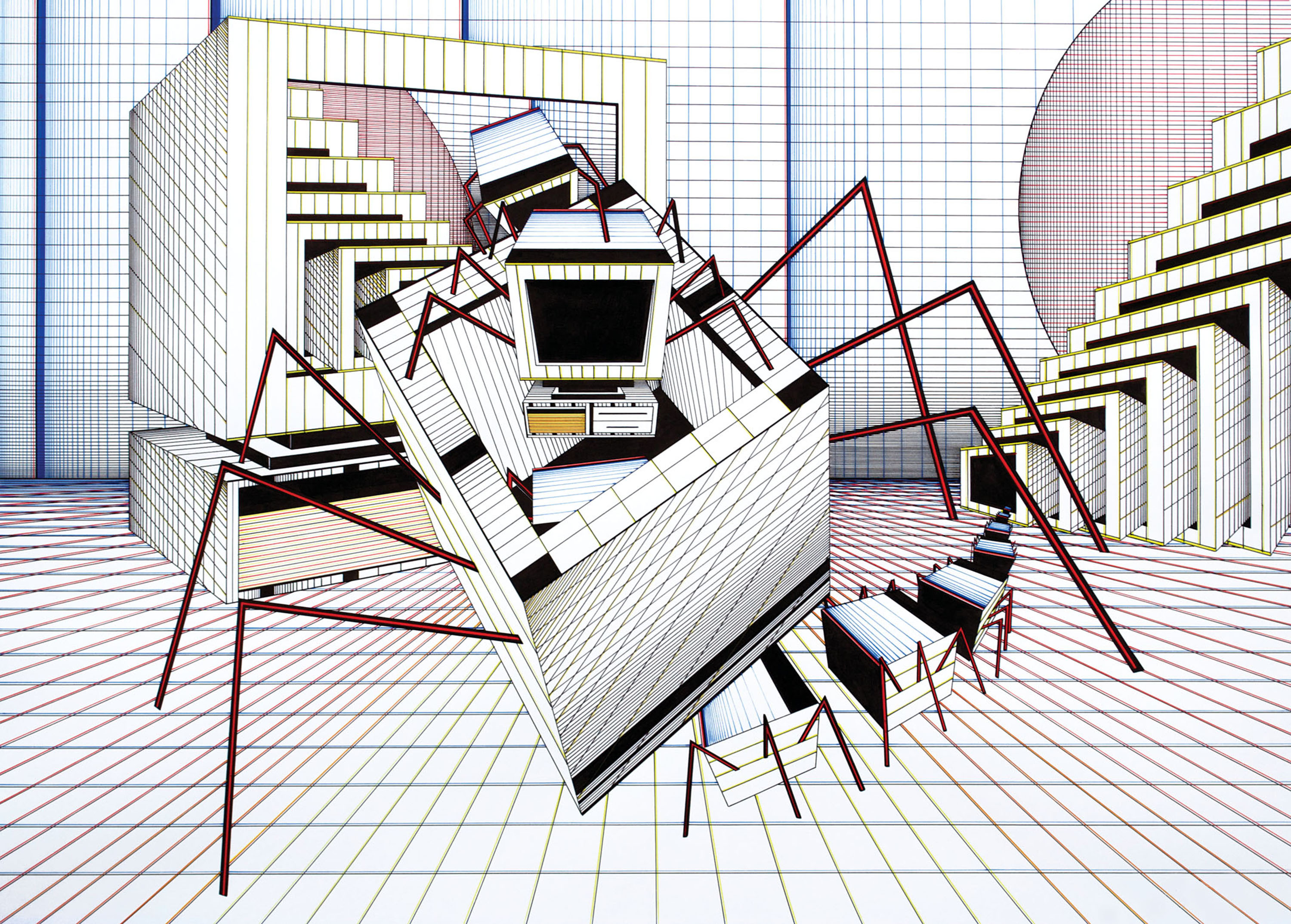
Flucht der Computerspinnen, von Dejo 1990

### 1992–2000
Der Name „Toyismus“ entstand 1990 als Dejo (pseudonym) eine Grafik erstellte mit dem Titel „Flucht der Computerspinnen.“ Es waren diese Arbeit und ähnliche, die noch folgen sollten, die am Anfang der 90er-Jahre an der Wiege dieses Kunststils standen. Es dauerte jedoch noch zwei Jahre bevor seine Ideen in einem Manifest resultierten.
Dejo ist der Schriftsteller dieses Manifests, das den Namen „Moeder“ (zu deutsch: „Mutter“) trägt. Er schrieb es am 5. September 1992 und nach einem Monat schlossen sich zwei weitere Künstler aus Emmen (NL) der Bewegung an. Die erste Arbeit wurde am 24. Februar 1993 im Veenpark gezeigt. Ein Jahr nach Gründung wurden Arbeiten der Toyisten in New York City ausgestellt. In der Anfangsphase wurde in jedem Werk ein Symbol von jedem der drei Künstler verarbeitet.
An der Basis der Bewegung steht ein Figurativer Kunststil, der anfänglich vor allem durch das Computerspiel Super Mario und Spielkonsolen von Nintendo inspiriert war.
Die Wolken und der Computer im Hintergrund des Spiels waren Inspiration; zu Beginn leiten sich erkennbare Symbole des Stils des Toyismus von diesen ab. So wurde anfangs vor allem mit einfachen Symbolen gearbeitet, die sich wiederholten wie zum Beispiel das Space Shuttle und der Computer.

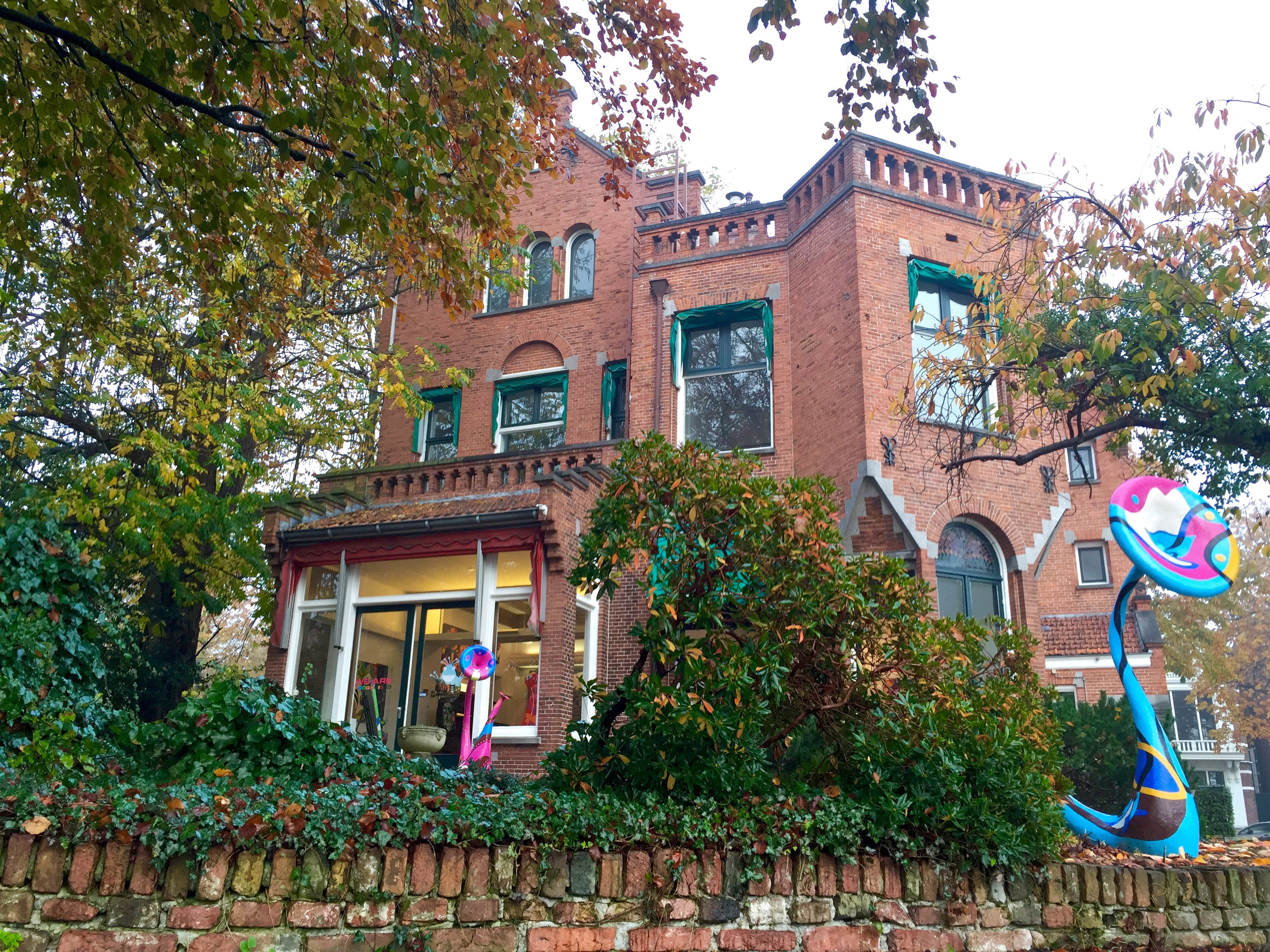
Ehemaliges Haupthaus der Toyisten (Juni 2017) „Villa Heymans“ in Groningen, ein Entwurf von Hendrik Petrus Berlage 1994.

### 2002 bis heute
Dejo gab dem Toyismus neue Form und erneuerte das Manifest 2002. Hierdurch wurden die Einschränkungen der sich ständig wiederholenden Symbole verworfen. Trotzdem ist der figurative Stil noch immer Leitfaden. Abgeschlossene Flächen und Linien und der Gebrauch von intensiven Farben sind Hauptbestandteil des Toyismus. Es haben sich Künstler aus diversen Ländern, den Niederlanden, Belgien, Deutschland, Italien, Island, Rumänien, Vereinigte Staaten, Kanada, Mexiko, Peru, Südafrika, Australien, Thailand, Malaysia und der Volksrepublik China angeschlossen. Alle Künstler arbeiten unter Pseudonymen, die maximale Anzahl begrenzt sich auf 26. Jedes Pseudonym beginnt mit einem anderen Buchstaben aus dem Alphabet. Inzwischen besteht das Werk der Toyisten aus ca. 800 Arbeiten, eine Spanne von Gemälden bis hin zu großen und kleinen Skulpturen.
Bis 2015 hatten die Toyisten einen permanenten Ausstellungsraum „Toyisme Studio“ in Emmen (NL). Im gleichen Jahr zog die Gruppe mit ihrem Hauptquartier nach Groningen (NL). Die Galerie befand sich in den darauffolgenden Jahren in der „Villa Heymans“ direkt neben dem Groninger Museum. Seit 2017 befinden sich die Galerie und das Studio der Toyisten auf dem Gelände der KLM-Flight-Academy neben dem Flughafen Groningen in Eelde.

## Philosophie
Als das Manifest von Dejo neu geschrieben wurde, bekam der Toyismus eine andere Richtung und eine neue Denkart. Der Grundgedanke der Kunst hat eher einen egozentrischen Charakter, wohingegen im Toyismus das Individuum sich der Gruppe unterordnet. Aus diesem Grund tragen sie in der Öffentlichkeit eine Maske und arbeiten unter einem Pseudonym. Toyisten haben sehr unterschiedliche kulturelle Hintergründe, haben aber eine gemeinsame Auffassung über die Interpretation des Toyismus. Jeder Künstler kann sich in dem Stil des Toyismus ausdrücken ohne seinen individuellen Eigenwert oder sein eigenes Gefühl zu verlieren. Durch die Anzahl der unterschiedlichen Disziplinen entstehen neue Einsichten und wird das neue Gedankengut verstärkt. Und doch bleibt jeder Toyist im Stande seine eigene Geschichte zu erzählen und auszudrücken. Toyisten arbeiten an eigenen toyistischen Kunstwerken und an gemeinschaftlichen Kunstwerken.
Große Projekte im öffentlichen Raum wie „De Stip“ werden immer als Gruppe ausgeführt. Toyismus ist direkt als Stilelement zu erkennen, trotz der Diversität der Toyisten untereinander.

## Ausstellungen

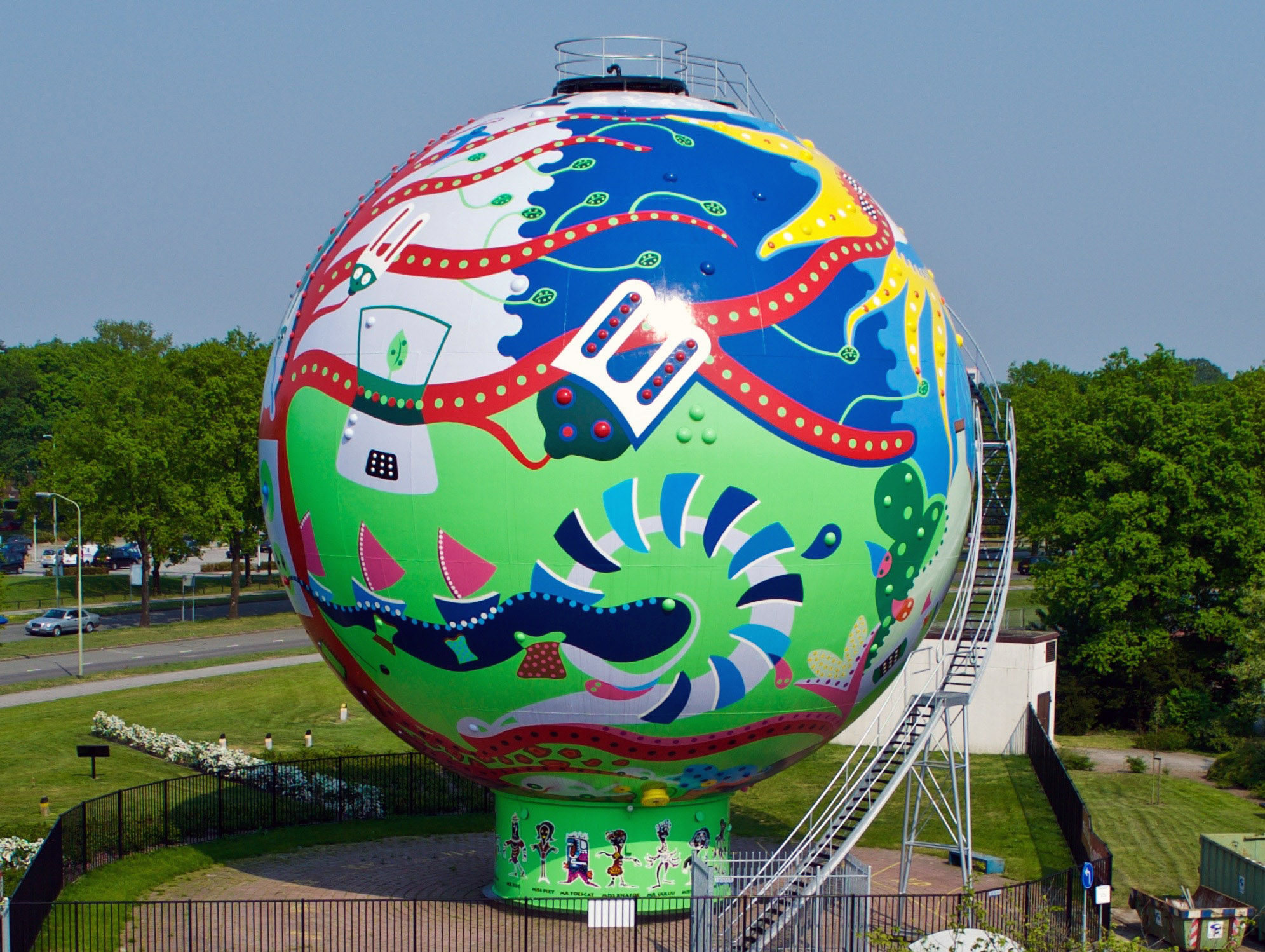
De Stip (Der Punkt) – Leben mit Energie in Emmen

2004 eröffnete der damalige Direktor des Groninger Museum, Frans Haks, eine Ausstellung der Toyisten in Eindhoven (NL). Damals bestand die Gruppe aus 6 Mitgliedern. Ausstellungen fanden unter anderem in Emmen, Hooghalen, Assen (Drents Museum), Schiedam, Den Haag und Amsterdam statt.
Außerhalb der Niederlande stellten die Toyisten in Peking, Cincinnati, Houston, Miami, Austin, San Antonio, New York, Keflavík (Island) und Taiwan (National Museum of Fine Arts) aus.

## Beispiele von öffentlichen Arbeiten
- De Stip (2009) – Bemalung eines 22 Meter hohen ehemaligen Gasreservoirs in Emmen (NL). De Stip erzählt die Geschichte vom Leben mit Energie. Dies ist das größte öffentliche Kunstwerk der Niederlande.
- Hotel ten Cate – Bemalung der Fassade des Hotel ten Cate in Emmen (2002) mit dem Thema „Träumen als Frühstück“. Außerdem sind eine Anzahl der Gästezimmer von Toyisten gestaltet worden. 2013 wurde im Auftrag des gleichen Hotels ein Rolls-Royce Silver Spirit in toyistischen Farben bemalt.

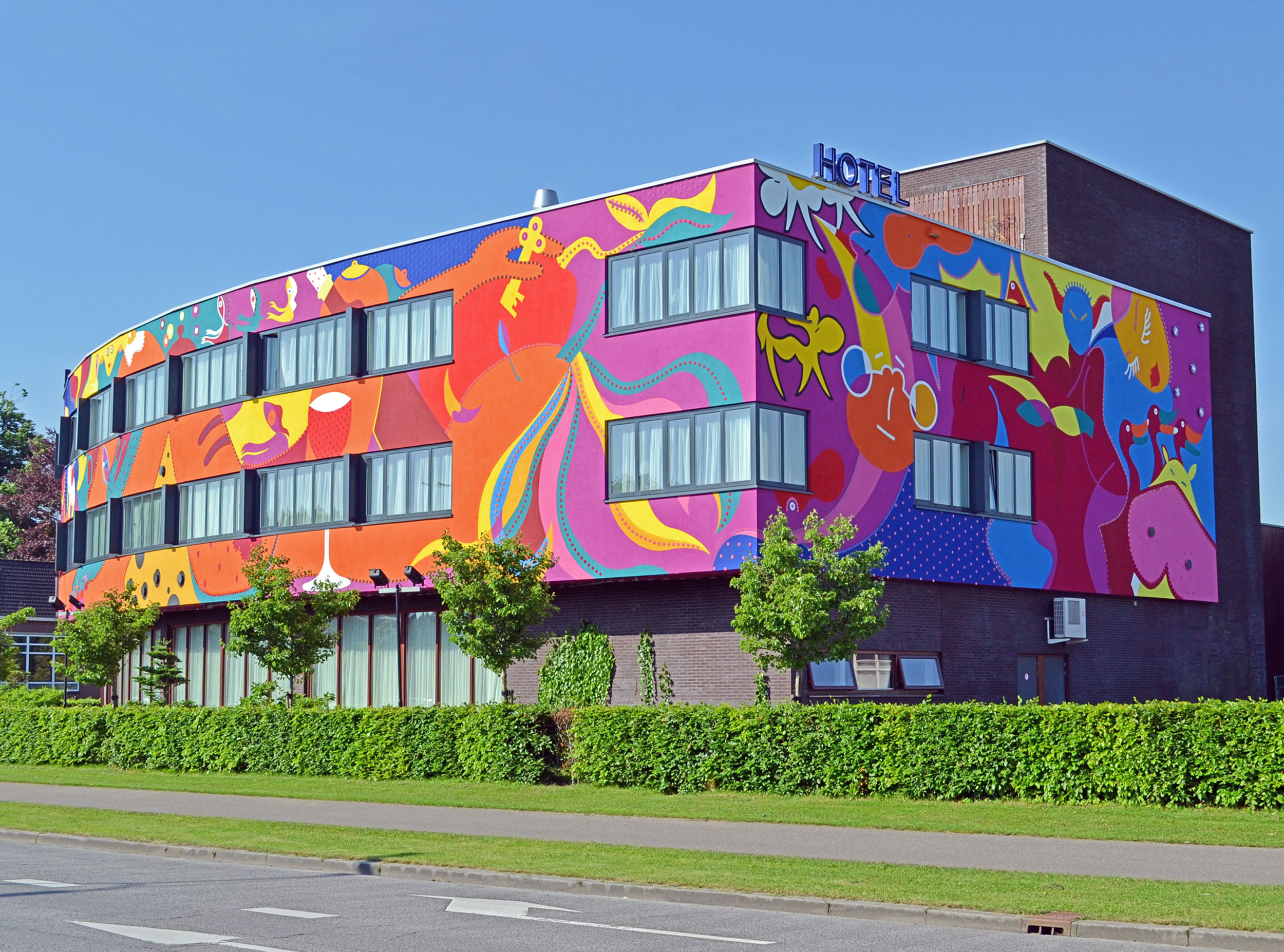
Hotel ten Cate
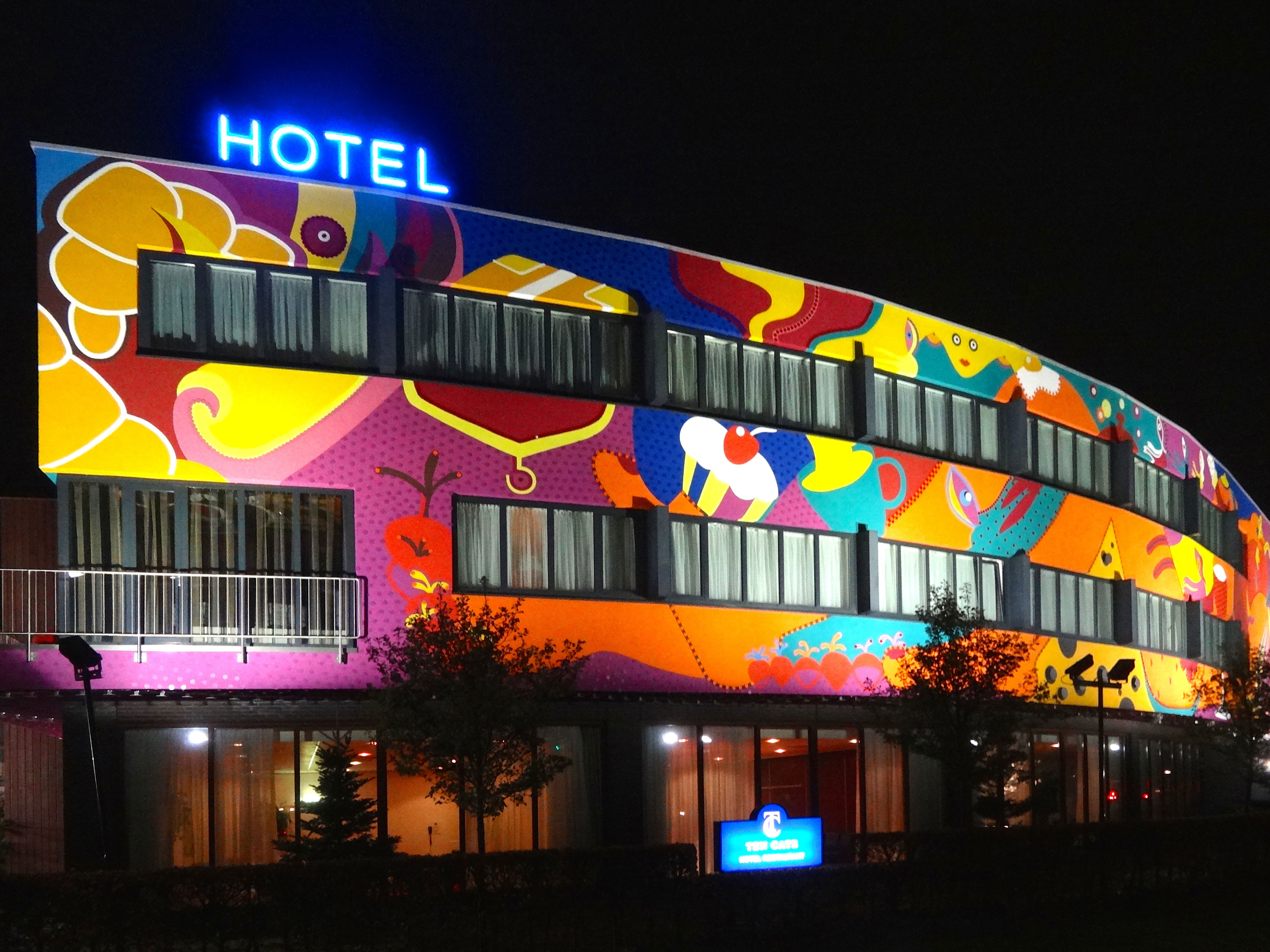
Hotel ten Cate (nachts)
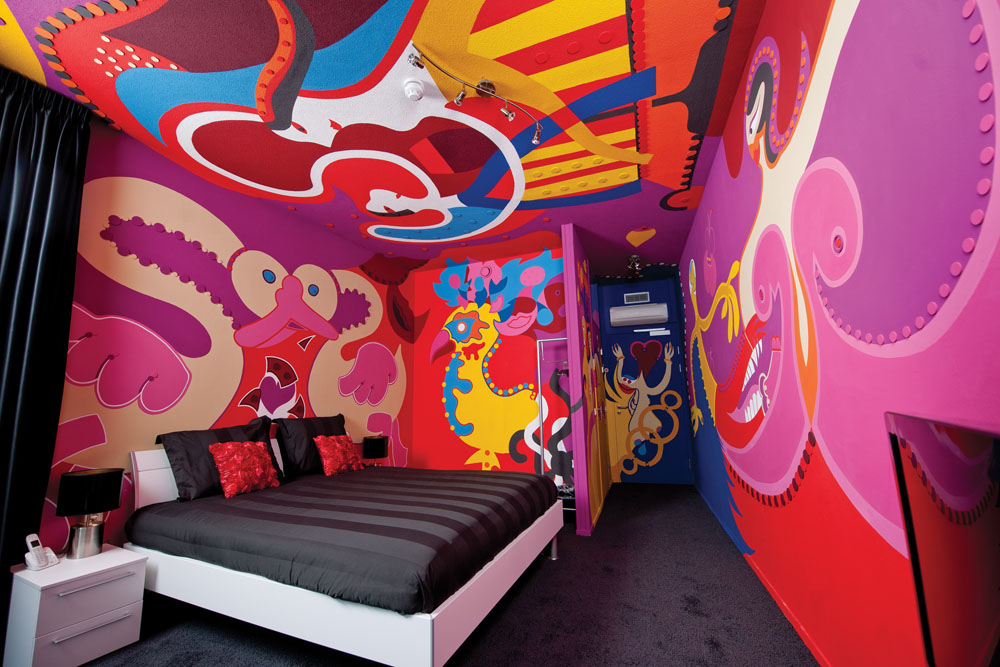
Dance of Love room (Zimmer Tanz der Liebe)

- Uppspretta – 2013 wurde ein verwahrloster Wasserturm in der isländischen Stadt Keflavík transformiert. Mit einer Bildergeschichte, welche die Legende von Upspretta erzählt. Es ist das größte Wandgemälde in Island.

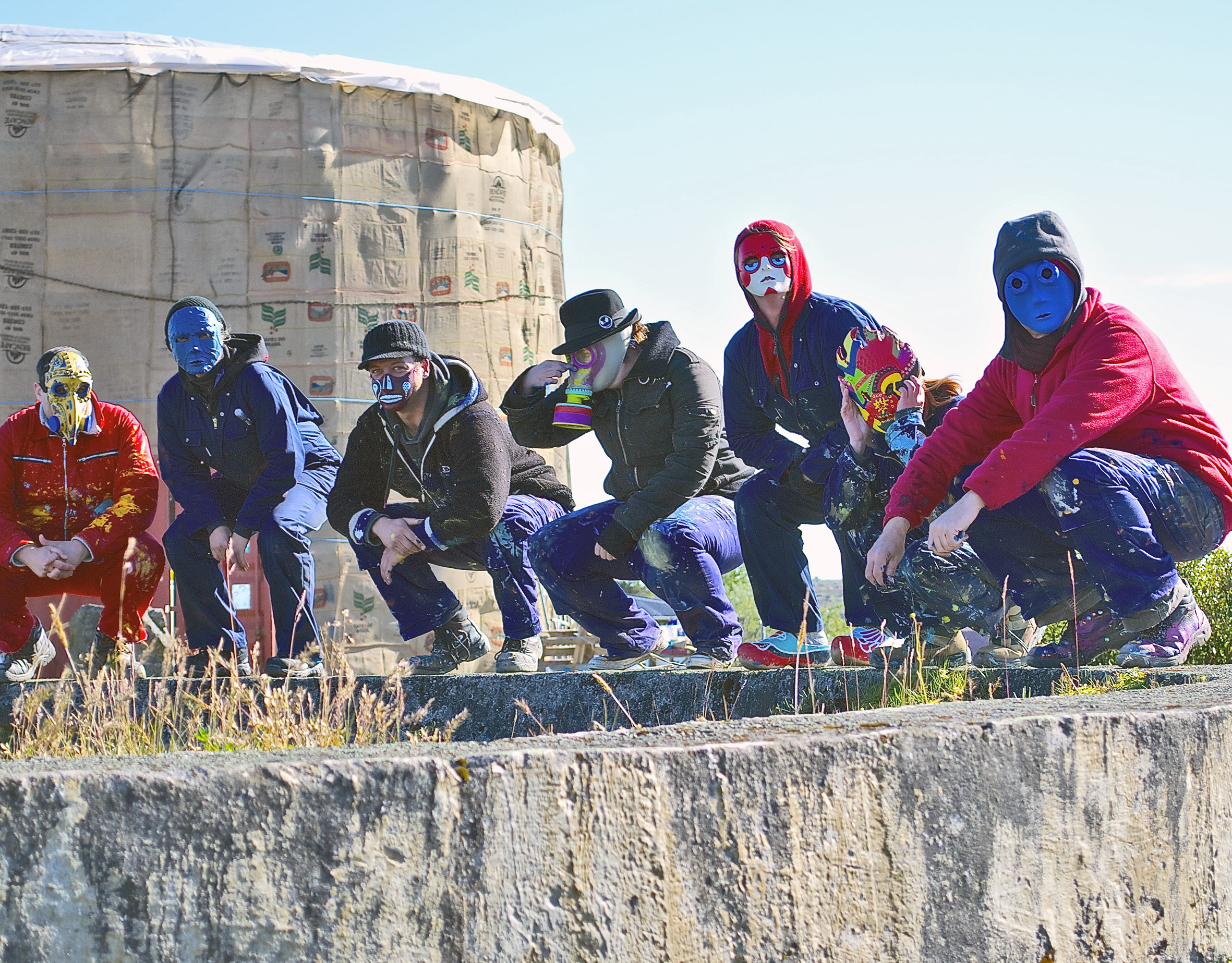
Toyisten am Uppspretta
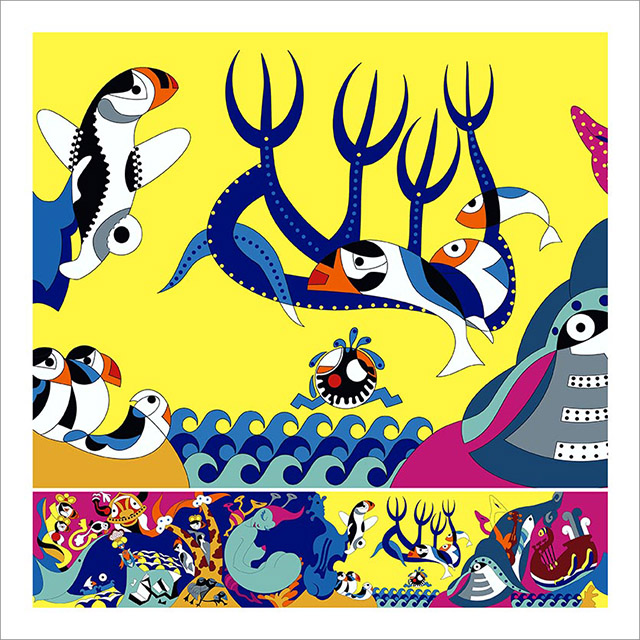
Auszug aus der Legende von Uppspretta
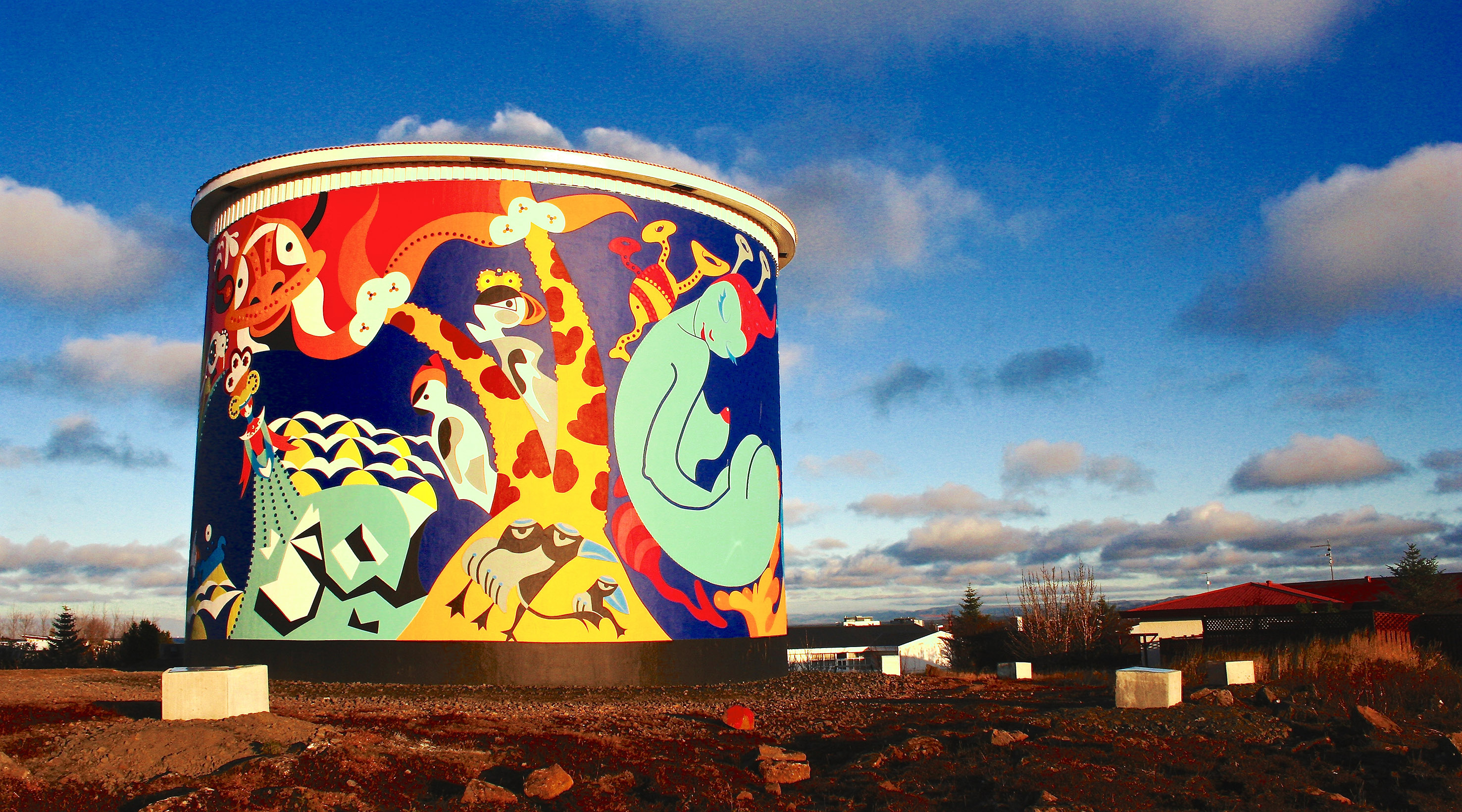
Uppspretta

- 2018 hat sich das Arbeitsfeld der Toyisten nach China erweitert. In Peking gewannen die Toyisten den 1. Preis in einem Wettbewerb unterstützt von der dortigen Botschaft der Niederlande. So hat die Kunstrichtung „Toyismus“ das Kunstwerk „What’s for Dinner“ im Kunstbezirk Dashanzi im Chaoyang ausführen können. Gleichzeitig haben die Toyisten ein Community-Kunstprojekt mit dem Thema Arche Noah – die Philosophie des Glaubens in einer Hongkonger Grundschule ausgeführt.

## Toyisten
Alle Toyisten mit Pseudonym, die ehemaligen und gegenwärtigen:
Alfago, Amukek, Aniyina, Bogha, Bliissem, Clamaoing, Cluv, Dejo, Eiiz, Fihi, Gihili, Hribso, Iffio, Iqoy, Jaf'r, Kixoz, Knafoe, Link, Lodieteb, Miku, Mwano, Nooiya, Ollafinah, Pixy, Qooimee, Roq, Sassy, Srylyn, Toescat, UULUU, Vixyv, Wennigeb, Wolemeo, Wywy, Xippez, Yoza, Yicazoo, Zigowst.

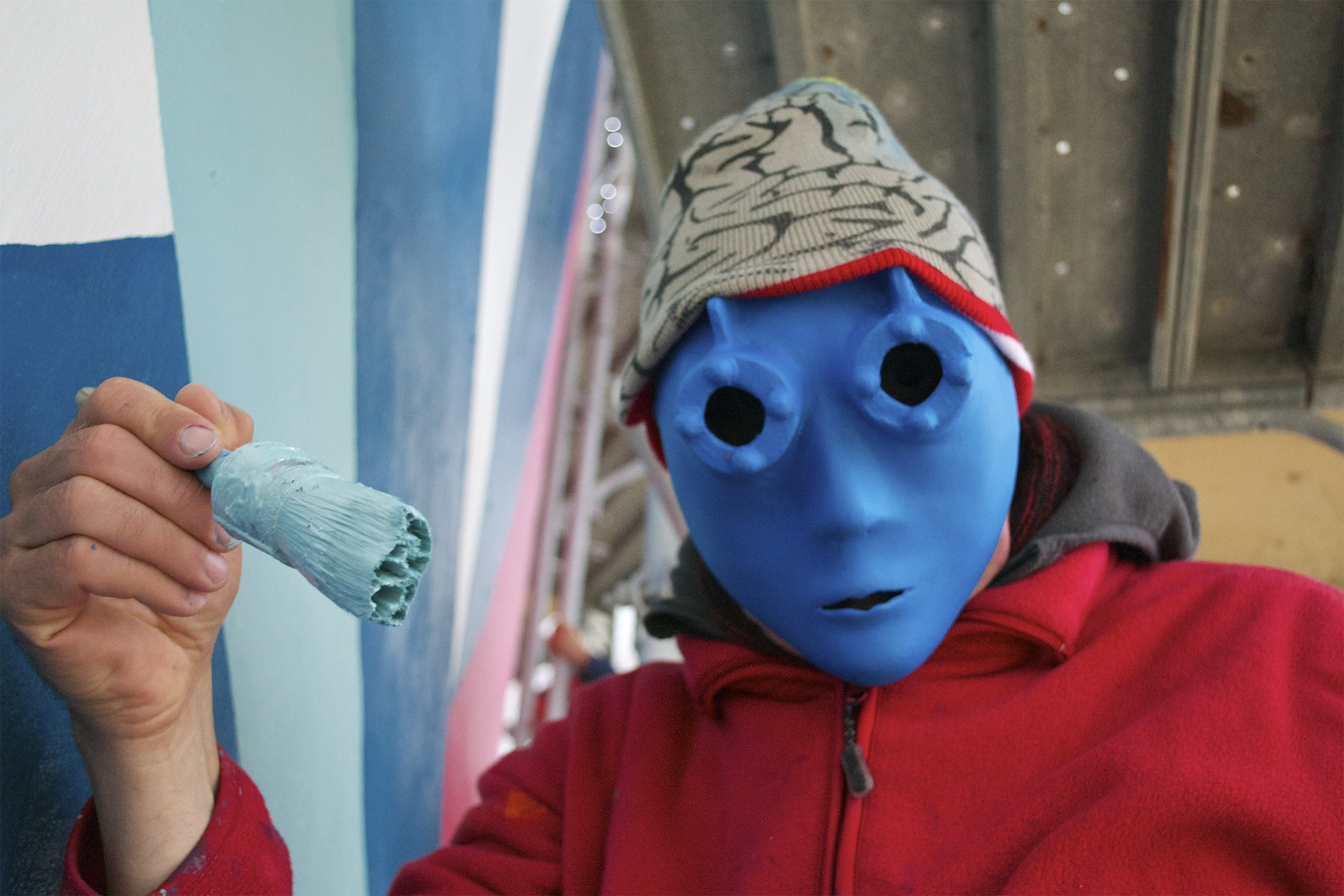
Dejo
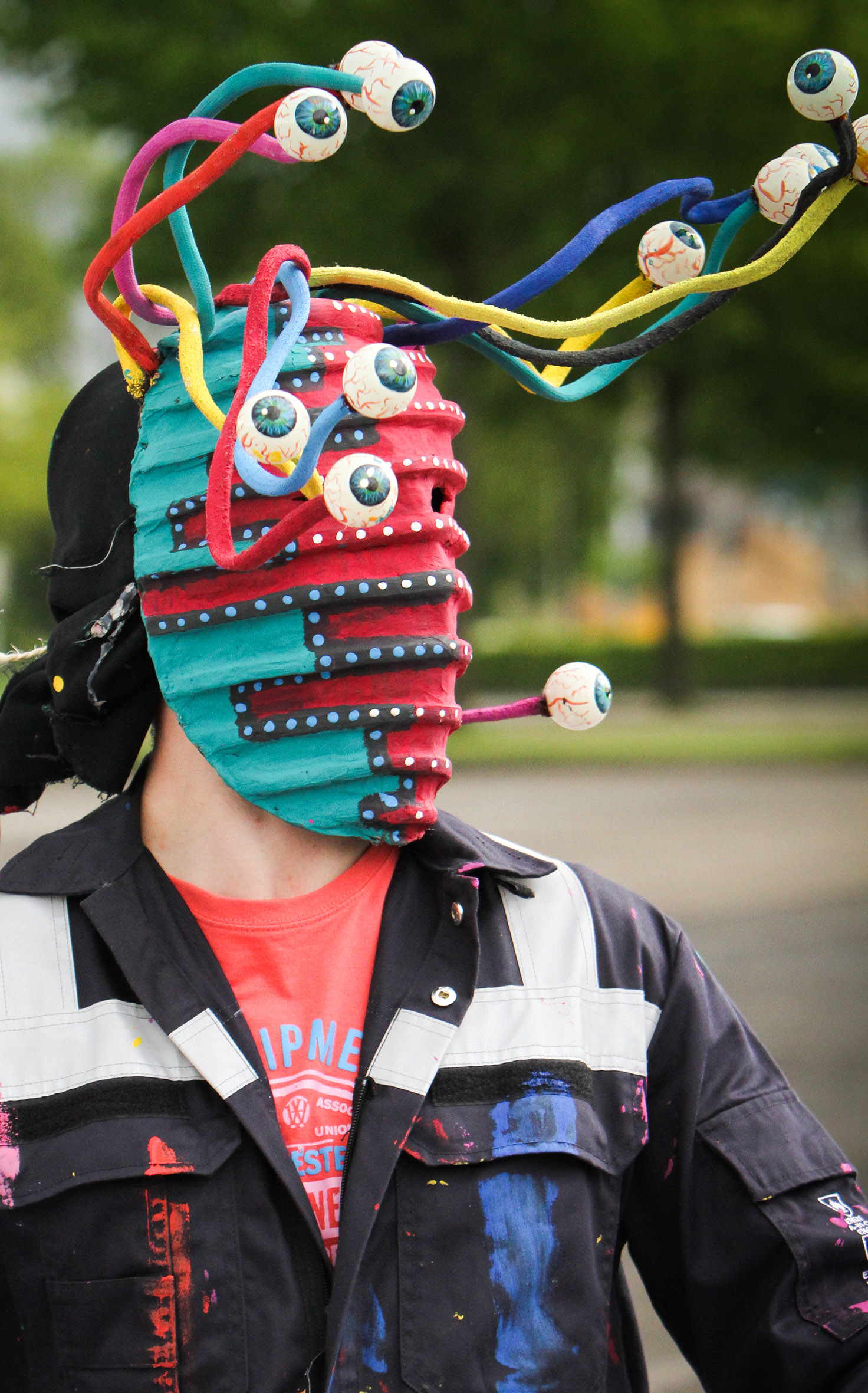
Gihili
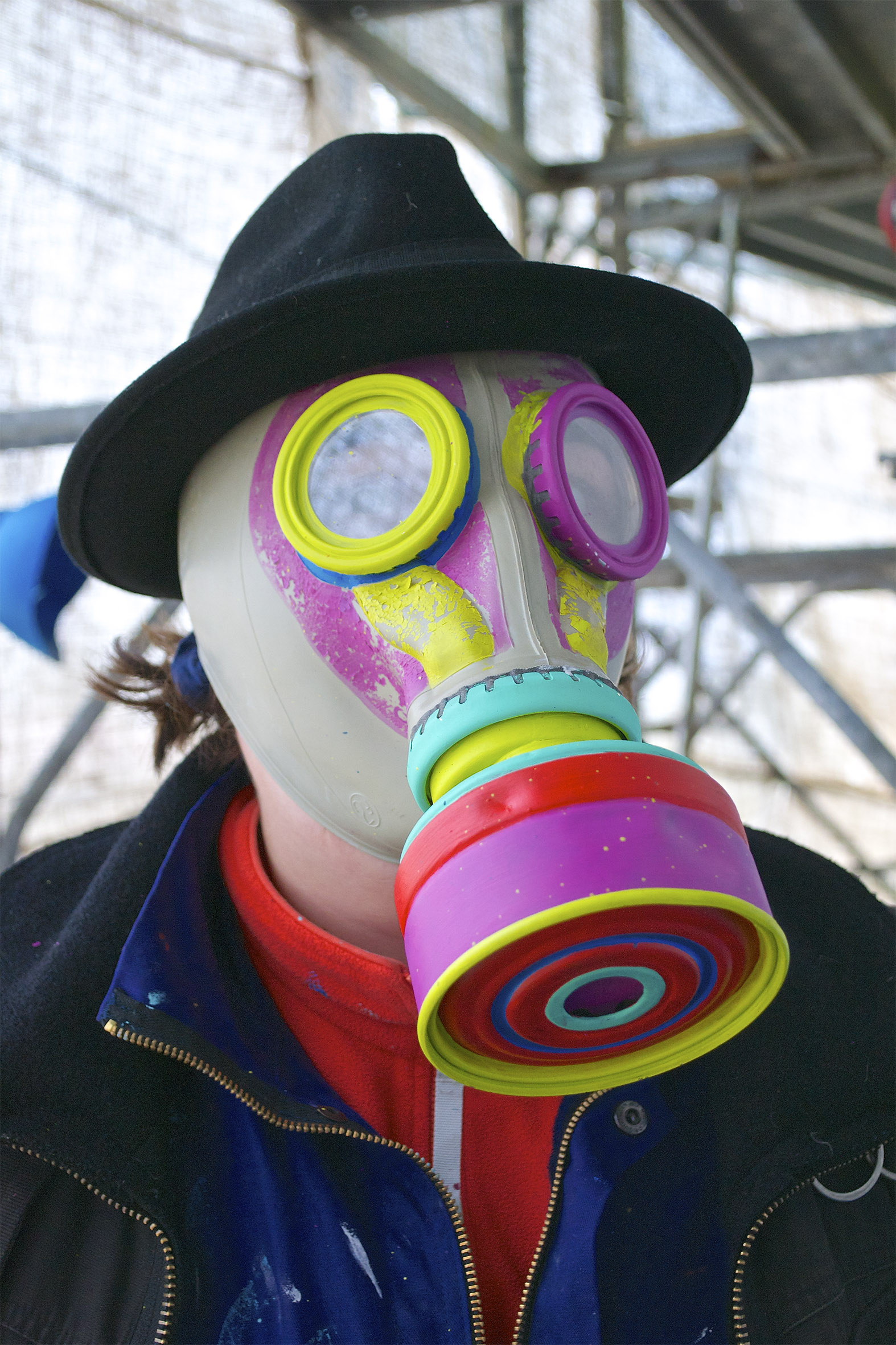
Qooimee
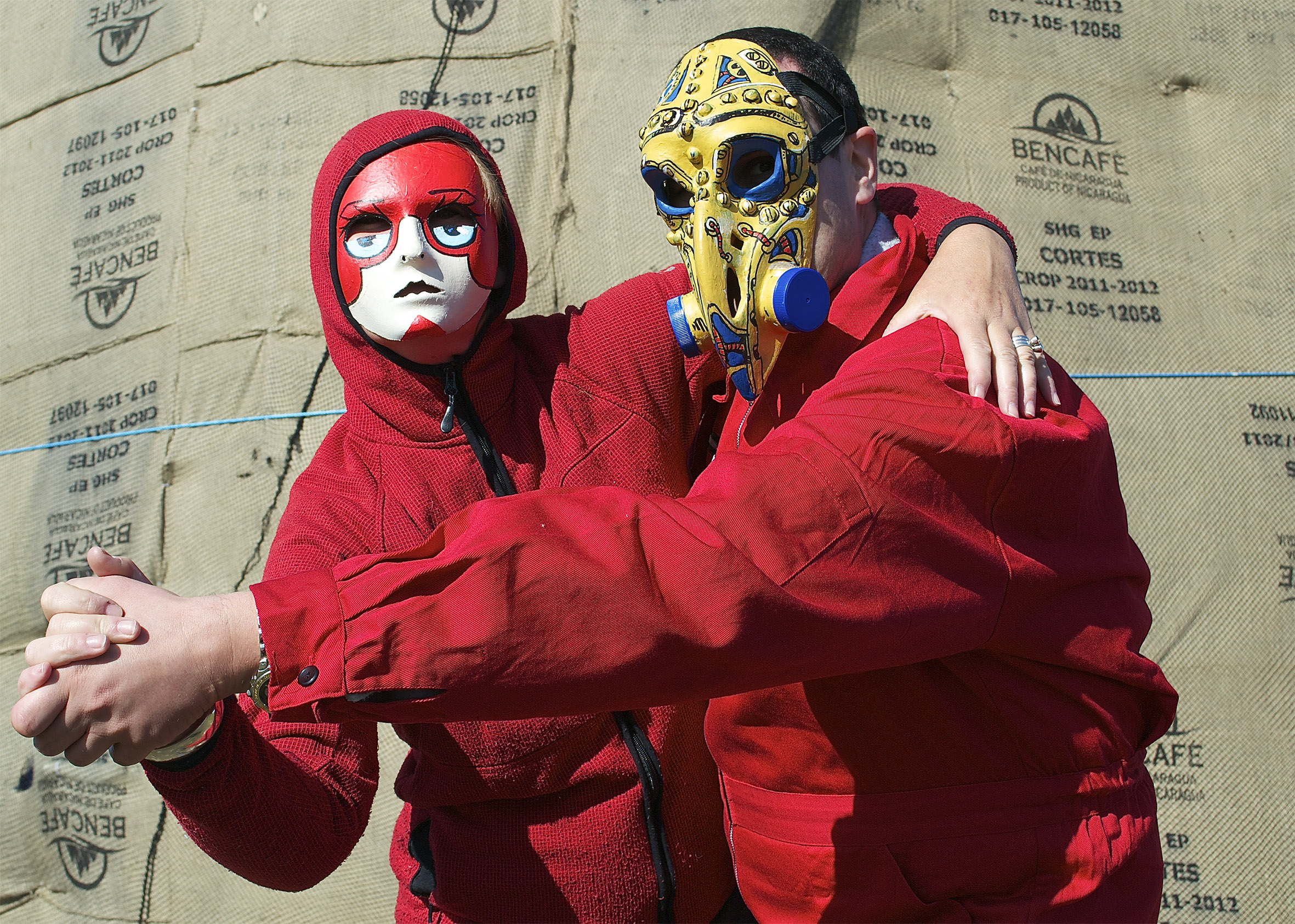
Bliissem und Hribso
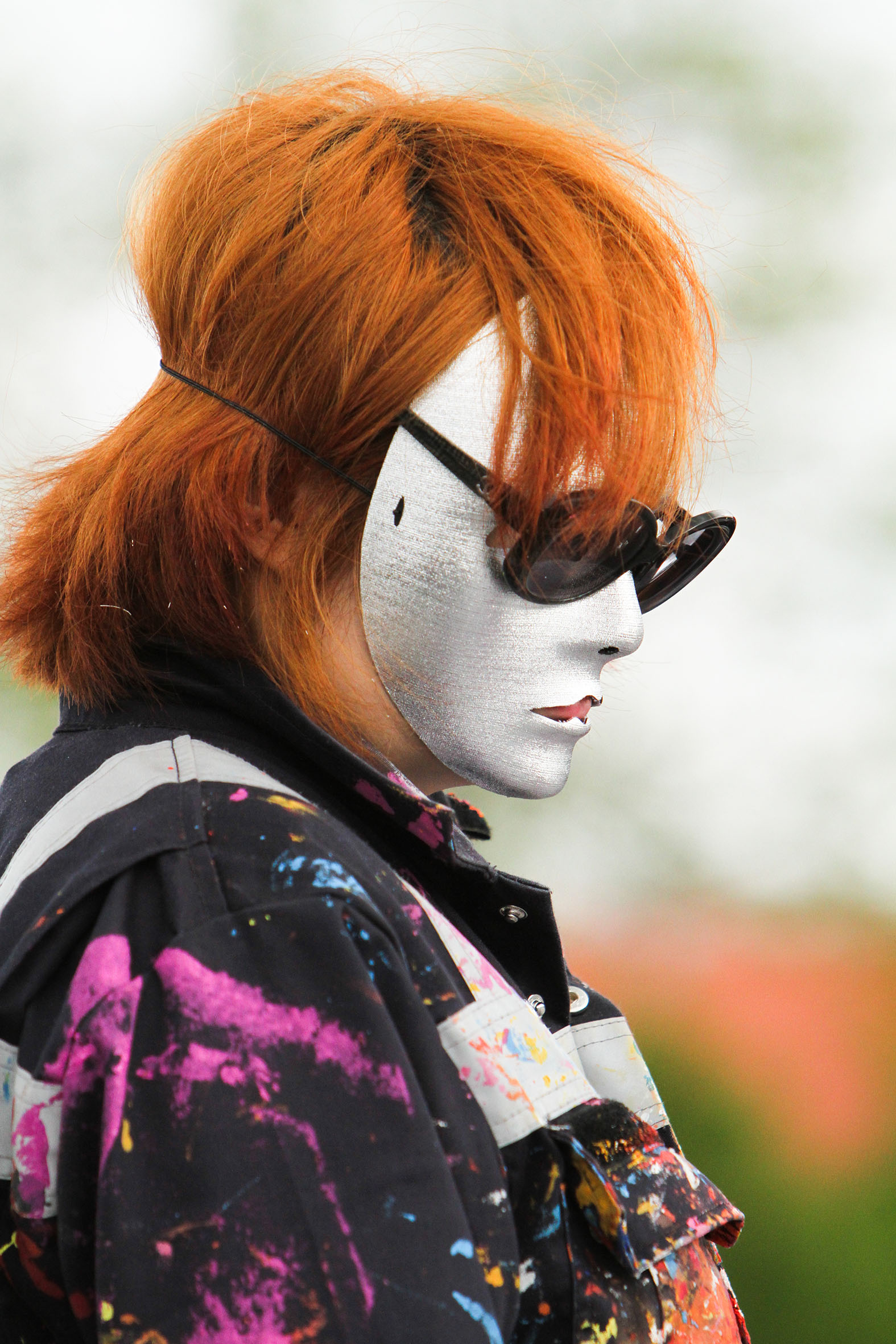
Lodieteb

## Bibliographie

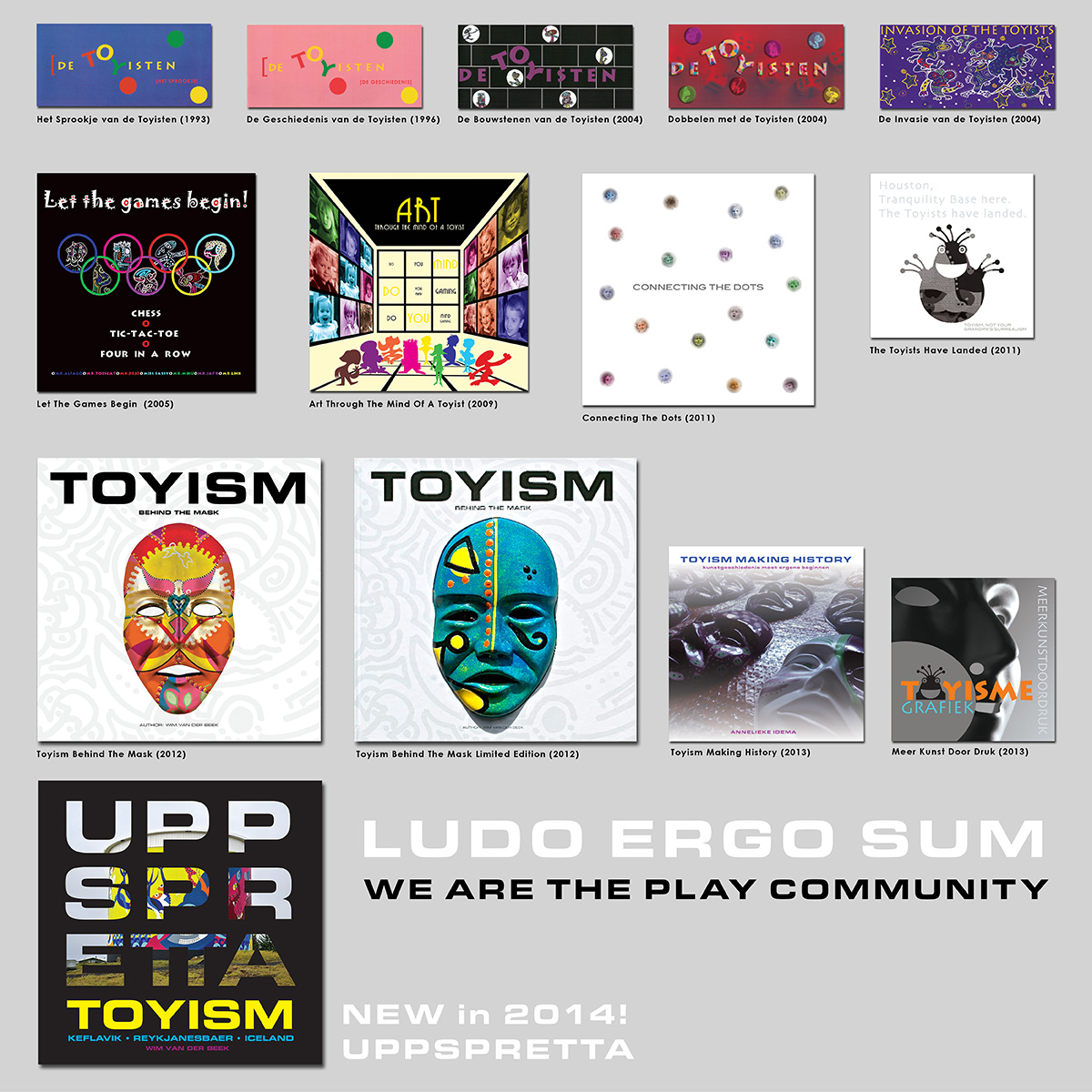
Veröffentlichungen des Toyismus

- 1993 – The Fairy Tale of the Toyists
- 1996 – The History of the Toyists
- 2004 – The Building Blocks of the Toyists
- 2004 – Playing Dice with the Toyists
- 2004 – Invasion of the Toyists
- 2005 – Let the Games Begin
- 2007 – Art through the Mind of a Toyist
- 2011 – Connecting the Dots
- 2011 – The Toyists have landed
- 2012 – Toyism Behind the Mask
- 2013 – Toyism Making History
- 2013 – More Art by Printing
- 2014 – Uppspretta